# Зонотрихия Линкольна
Зонотрихия Линкольна (лат. Melospiza lincolnii) — вид певчих воробьиных птиц из семейства Passerellidae, обитающих в Северной Америке. Одюбон назвал вид в честь своего друга Томаса Линкольна.

## Описание
Оперение верхней части тела оливково-коричневое с тёмными полосами, грудь светло-коричневая с тонкими полосами, брюхо и горло белого цвета. На голове коричневый хохол с белыми полосами, крылья оливково-коричневые, хвост узкий. Лицо серое с коричневыми щеками, полосами на глазах и кольцом вокруг глаз.

## Распространение
Вид распространён в Канаде, на Аляске и на северо-востоке и западе США. В холодное время года птица мигрирует на юг США или в Мексику и Центральную Америку.

## Питание
Птица питается насекомыми и семенами, находит которые на земле или в густой растительности.

## Размножение
Зонотрихия Линкольна гнездится в кустарнике во влажных областях Северной Америки. Плоское, открытое, чашеобразное гнездо птицы строят на земле под кустами, хорошо его маскируя.